# えみり・ジェンヌ
『えみり・ジェンヌ』は、インターネットテレビGyaOの「MIDTOWN TV」内で毎週金曜に放送、配信されていた映画バラエティ番組。2007年7月27日放送開始、2008年1月25日終了（アーカイブ放送は2月1日まで）。辺見えみりの冠番組。
生放送は12時15分-13時、アーカイブ放送はバラエティchで放送日の19時から（特典映像付き）。

## 概要
映画情報を中心にエンタメ情報を紹介する。
終了後、辺見は火曜日に移り「えみりの美女☆ラボ」のメインMCを担当し、鉄平、大久保、ほっしゃん。は引き続き金曜日を担当し、後番組「キネマルネッサンス あ〜や城」に出演する。

## 出演者
- 辺見えみり
- 鉄平（2007年11月16日放送回より出演）
- 大久保佳代子（オアシズ、2007年11月16日放送回より出演）
- ほっしゃん。（2007年12月7日放送回より出演）

過去にMCを務めた人
- バカリズム（2007年11月に降板）
- ホーム・チーム（バカリズム不在時に代役として出演）
- あきげん

## 放送内容
| 回 | 紹介、特集した映画 | ゲスト | 放送期間                       |
| -- | --- | --- | ------------------------------ |
| 1  | オーシャンズ13 | - | 2007年7月27日 - 8月3日         |
| 2  | トランスフォーマー | ダミアン・スコット シグマンド・トーレ                                                                                 | 2007年8月3日 - 10日            |
| 3  | SPEED MASTER | 蒲生麻由 | 2007年8月10日 - 17日           |
| 4  | 遠くの空に消えた 伝染歌                                                                                                   | 行定勲 大後寿々花 ささの友間 大島優子（AKB48） 秋元才加（同）                                                         | 2007年8月17日 - 24日           |
| 5  | 人が人を愛することのどうしようもなさ シッコ クローズド・ノート                                                            | 津田寛治 土屋晴乃（映画紹介アシスタント）                                                                             | 2007年8月24日 - 31日           |
| 6  | 夜の上海 デス・プルーフ in グラインドハウス ローグ アサシン ヱヴァンゲリヲン新劇場版:序                                   | 塚本高史 ミラクルひかる 土屋晴乃（映画紹介アシスタント） ●VTR出演 クエンティン・タランティーノ                        | 2007年8月31日 - 9月7日         |
| 7  | サッド ヴァケイション 自虐の詩 ワルボロ                                                                                   | アイパー滝沢（えんにち） ロリィタ族。 慶 島丈八 阪本麻美                                                              | 2007年9月7日 - 14日            |
| 8  | 包帯クラブ スターダスト 幸せのレシピ                                                                                      | 田中圭 | 2007年9月14日 - 21日           |
| 9  | 天使がくれたもの ファンタスティック・フォー:銀河の危機 インベージョン                                                     | 清水由紀 慶 二宮歩美                                                                                                  | 2007年9月21日 - 28日           |
| 10 | アリーナロマンス クローズド・ノート                                                                                       | 石黒彩 池田光咲 板垣英文 行定勲 ●VTR出演 沢尻エリカ                                                                   | 2007年9月28日 - 10月5日        |
| 11 | ヒートアイランド ヘアスプレー ミッドナイトイーグル                                                                        | 城田優 浦田直也（AAA） 小柳友 鈴木晶平 ニッキー・ブロンスキー ●VTR出演 竹内結子                                       | 2007年10月5日 - 12日           |
| 12 | 象の背中 クローズ ZERO | 塩谷瞬 上地雄輔 山崎邦正 ●VTR出演 役所広司 小栗旬                                                                     | 2007年10月12日 - 19日          |
| 13 | 仮面ライダー THE NEXT グッド・シェパード ライラの冒険 黄金の羅針盤                                                        | 前田登（はりけ〜んず） 山本博（ロバート） テル（どーよ） 鈴木美潮 ●VTR出演成海璃子                                    | 2007年10月19日 - 26日          |
| 14 | once ダブリンの街角で ミッドナイト・イーグル                                                                              | グレン・ハンサード マルケタ・イルグロヴァ 山里亮太（南海キャンディーズ） 竹内大納言ターボα 昼メシくん ●VTR出演 玉木宏 | 2007年10月26日 - 11月2日       |
| 15 | YOSHIMOTO DIRECTOR'S 100 〜100人が映画撮りました〜                                                                        | POISON GIRL BAND 森三中 カラテカ                                                                                      | 2007年11月2日 - 2008年2月1日   |
| 16 | 1303号室 バイオハザードIII クローズ ZERO                                                                                  | 及川中 鈴之助 ●VTR出演 古田新太 喜屋武ちあき アイパー滝沢（えんにち）                                                 | 2007年11月9日 - 16日           |
| 17 | ROBO☆ROCK ALWAYS 続・三丁目の夕日 キシタコウシ WARA                                                                       | 我修院達也 須賀大観 大久保佳代子（オアシズ） 小籔千豊 ●VTR出演 中越典子 塩谷瞬                                        | 2007年11月16日 - 30日          |
| 18 | 椿三十郎 オー!マイキーフィーバー XX（エクスクロス） 魔境伝説 ミッドナイト・イーグル ライラの冒険 黄金の羅針盤 Happyダーツ | 石橋義正 一太郎 哲夫（笑い飯） ●VTR出演 鈴木亜美 森泉                                                                 | 2007年11月30日 - 12月7日       |
| 19 | マリッジリング アイ・アム・レジェンド 俺たちフィギュアスケーター                                                          | 保阪尚希 清水圭 ●VTR出演 ウィル・スミス                                                                               | 2007年12月7日 - 14日           |
| 20 | グミ・チョコレート・パイン ウォーター・ホース サーフズ・アップ                                                            | 黒川芽以 石田卓也 上地雄輔 ライセンス ●VTR出演 小栗旬                                                                 | 2007年12月14日 - 21日          |
| 21 | 魍魎の匣 ナショナル・トレジャー リンカーン暗殺者の日記                                                                    | マギー 黒沢かずこ ●VTR出演 ニコラス・ケイジ                                                                           | 2007年12月21日 - 28日          |
| 22 | ペルソナ チャプター27 スカイフィッシュの捕まえ方 もっとおとなのおりがみ R-65 STEVE-O CSI:マイアミ                         | 山崎真実 板倉俊之 ●VTR出演 板尾創路 デヴィッド・カルーソ                                                              | 2007年12月28日 - 2008年1月11日 |
| 23 | Happyダーツ シルク ピューと吹く!ジャガー THE MOVIE アース                                                                 | 加藤和樹 小堀裕之 ●VTR出演 板尾創路                                                                                   | 2008年1月11日 - 18日           |
| 24 | 人のセックスを笑うな ライラの冒険 黄金の羅針盤 スウィーニー・トッド フリート街の悪魔の理髪師                              | 忍成修吾 西内まりや レイザーラモンHG                                                                                  | 2008年1月18日 - 25日           |
| 25 | 母べえ ネガティブハッピー・チェーンソーエッヂ ライラの冒険 黄金の羅針盤                                                   | 戸田恵子 関めぐみ 大木こだま                                                                                          | 2008年1月25日 - 2月1日         |

1. 1 2 3 4 5 6  ホーム・チームがバカリズムの代役を務める
2. ↑  「W-1グランプリ」のアシスタントとして出演
3. ↑  番組アシスタントとして出演

### コーナー
ほっしゃん。のプレゼンしたい奴!
2007年10月12日放送回に始まったコーナー。吉本興業所属のお笑いタレントが監督を務め、映像作品を作る企画『YOSHIMOTO DIRECTOR'S 100 〜100人が映画撮りました〜』の作品を紹介する。毎回、監督を務めたお笑いタレントをゲストに招いて、自身の作品を紹介してもらう。このコーナーは後番組「キネマルネッサンス あ〜や城」に引き継がれた。
えみりブックマーク
2007年11月16日放送回に始まった、辺見が担当するコーナー。辺見が気になるファッションなどを紹介する。
ニュースえみりジェンヌ
2007年11月30日放送回に始まったコーナー。直近の映画に関するニュースを紹介（試写会やプレミアイベントなど）。
○○みたヤツちょっとこい!
2007年11月16日放送回に始まった、大久保佳代子が担当するコーナー。話題の映画は本当に面白いのかを討論する。
上地雄輔のハイQはいランド
2007年11月30日放送回に始まった、上地雄輔が担当するコーナー。配給会社に赴き最新の映画情報を伝えたり、視聴者へのプレゼントをゲットする。

## エピソード
- 2007年12月21日放送回にフィリップ・トルシエが出演する予定であったが同氏がいつの間にか帰ってしまった為、出演はなかった（いわゆるドタキャン）。番組側はあくまで大人の理由とし番組側に落ち度はなかったとした。